# Арно дос Сантос
Арно дос Сантос (фр. Arnaud Dos Santos, нар. 19 вересня 1945, Ботор) — французький футболіст, що грав на позиції півзахисника. По завершенні ігрової кар'єри — тренер.

## Ігрова кар'єра
У дорослому футболі дебютував 1964 року виступами за «Булонь», в якій провів два сезони, взявши участь у 42 матчах чемпіонату. 
Протягом 1966—1970 років захищав кольори клубу «Руан».
Своєю грою за останню команду привернув увагу представників тренерського штабу «Монако», до складу якого приєднався 1970 року. Відіграв за команду з Монако наступні два сезони своєї ігрової кар'єри. Більшість часу, проведеного у складі «Монако», був основним гравцем команди.
1972 року уклав контракт з «Бордо», у складі якого провів наступні два роки своєї кар'єри гравця. Граючи у складі «Бордо» також здебільшого виходив на поле в основному складі команди.
Протягом 1974—1977 років захищав кольори клубу «Труа АФ», після чого перейшов до «Лілля», за який відіграв чотири сезони і 1981 року завершив ігрову кар'єру.

## Кар'єра тренера
Розпочав тренерську кар'єру невдовзі по завершенні кар'єри гравця, 1982 року, очоливши тренерський штаб останнього клубу своєї ігрової кар'єри, «Лілля».
Згодом очолював команди «Бове Уаз» і «Руана», а 1990 року став головним тренером команди «Ланс», тренував команду з Ланса два роки.
Протягом тренерської кар'єри також очолював команди «Істр» та «Ам'єн».
Наразі останнім місцем тренерської роботи був бельгійський «Мускрон-Перювельз», головним тренером команди якого Арно дос Сантос був з 2012 по 2013 рік.